# Vojka
Vojka (ćir.: Војка) je naselje u općini Stara Pazova u Srijemskom okrugu u Vojvodini.

## Stanovništvo
U naselju Vojka prema popisu stanovništva iz 2002. godine živi živi 5.012 stanovnika, od toga 3.837 punoljetna stanovnika, prosječna starost stanovništva iznosi 37,8 godina (36,6 kod muškaraca i 38,9 kod žena). U naselju ima 1.425 domaćinstava, a prosječan broj članova po domaćinstvu je 3,52.
Prema popisu iz 1991. godine u naselju je živjelo 4.642 stanovnika.
| Etnički sastav 2002. |            |        |
| Narod                | Stanovnika | %      |
| Srbi                 | 4.608      | 91,93% |
| Romi                 | 212        | 4,22%  |
| Jugoslaveni          | 28         | 0,55%  |
| Slovaci              | 25         | 0,49%  |
| Hrvati               | 13         | 0,25%  |
| Makedonci            | 9          | 0,17%  |
| Crnogorci            | 8          | 0,15%  |
| Mađari               | 7          | 0,13%  |
| ostali               | 5          | 0,05%  |
| nepoznato            | 77         | 1,53%  |

| broj stanovnika | 3748  | 3812  | 3928  | 4923  | 4343  | 4642  | 5012  |
|                 | 1948. | 1953. | 1961. | 1971. | 1981. | 1991. | 2001. |

## Vanjske poveznice
- Karte, udaljenosti, vremenska prognoza
- Satelitska snimka naselja